# Smok Jego Królewskiej Mości
Smok Jego Królewskiej Mości (tytuł oryg. His Majesty’s Dragon) – powieść fantastyczno-historyczna autorstwa Naomi Novik, pierwsza część cyklu Temeraire. Powieść zdobyła Compton Crook Award w 2007 roku, była także nominowana do nagrody Hugo.
Akcja powieści toczy się w alternatywnym świecie, gdzie w czasie wojen napoleońskich oprócz środków konwencjonalnych stosowanych w tamtych czasach w wojnach, wykorzystuje się także smoki. Opowiada historię Temeraire’a, smoka pochodzącego z Chin, oraz jego kapitana i przyjaciela Williama Laurence’a, byłego członka floty królewskiej. Książka zawiera elementy historyczne oraz elementy fantastyczne.

## Fabuła
William Laurence, angielski arystokrata, jako daleki pretendent do odziedziczenia majątku, dobrowolnie wybrał karierę w marynarce wojennej. Stopniowo dosłużył się stopnia kapitana. Podczas wojny dowodzony przez niego okręt przechwytuje niewielki francuski okręt, na którego pokładzie marynarze znajdują smocze jajo. To wielkie wydarzenie, bowiem smoki w Europie są bardzo rzadkie. Smok wykluwa się jeszcze podczas rejsu i wybiera sobie na partnera właśnie Laurence’a. Dla mężczyzny oznacza to radykalną zmianę w życiu - musi porzucić wszelkie marzenia o karierze wojskowej, stabilizacji życiowej, a nawet ożenku. Służba w charakterze awiatora wymaga bowiem całkowitego oddania. Na szczęście pociechą dla Wiliama jest jego podopieczny, ochrzczony imieniem Temeraire (fr. śmiałek), obdarzony inteligencją i wspaniałą prezencją. Poza tym Temeraire reprezentuje rzadki gatunek smoka, oceniony wstępnie przez eksperta jako smok cesarski, pochodzący z Chin. Smok i awiator udają się do Szkocji, do specjalnego ośrodka, gdzie szkolą swe umiejętności militarne. Pierwszą służbę  odbywają na kanale La Manche, gdzie Temeraire ma okazję wykazać się nowo nabytymi umiejętnościami w walce z francuskimi smokami. Jakiś czas później skromna obsada posterunku musi stawić czoła niespodziewanej inwazji francuskiej na Wyspy Brytyjskie. W czasie nierównej walki Temeraire ulegając instynktowi ujawnia niezwykłą umiejętność, zwaną boskim wiatrem, niszcząc okręty wroga i zapobiegając inwazji. Po walce okazuje się, że tą umiejętnością obdarzone są jedynie smoki niebiańskie, najrzadsze i najcenniejsze na świecie, a Temeraire jest jedynym przedstawicielem tego gatunku żyjącym poza Chinami.